# Shuimen
Shuimen (kinesiska: 水门) är en etnisk minoritetssocken för shefolket i sydöstra Kina. Den ligger i Xiapu härad i staden Ningde i provinsen Fujian, omkring 130 kilometer nordost om provinshuvudstaden Fuzhou. Antalet invånare är 12 773. Befolkningen består av 5 967 kvinnor och 6 806 män. Barn under 15 år utgör 15,0 %, vuxna 15-64 år 73 %, och äldre över 65 år 11,0 %.